# Aloe perdita
Aloe perdita är en grästrädsväxtart som beskrevs av Ellert. Aloe perdita ingår i släktet Aloe och familjen grästrädsväxter. Inga underarter finns listade i Catalogue of Life.